# Адактарови
Адактарови је српска ријалити-телевизијска емисија која приказује животе чланова предузетничке породице Адактар. Премијерно је емитује Пинк од 26. августа 2022. године.

## Позадина
Емисија прати живот контроверзног Адама Адактара и његове породице. Њега једни називају „Богом Обрва”, који својим вансеријским талентом многим женама и мушкарцима трансформише лица и животе, а други најарогантнијом и најбахатијом особом на свету. Такође открива шта се крије иза врата гламурозне виле на Дедињу у којој породица живи, како су се тако брзо обогатили и створили милионе, због чега су променили имена и презиме, где и с ким тајно путују, ручају и виђају се.

## Епизоде
| Бр. еп. (укупно) | Бр. еп. (у сезони) | Наслов                       | Премијера           |
| ---------------- | ------------------ | ---------------------------- | ------------------- |
| 1                | 1                  | Ко смо ми?                   | 26. август 2022.    |
| 2                | 2                  | Адам је бог што је и доказао | 2. септембар 2022.  |
| 3                | 3                  | Никад не иди против породице | 16. септембар 2022. |
| 4                | 4                  | Од врачаре до масератија     | 23. септембар 2022. |
| 5                | 5                  | Питање живота и смрти        | 7. октобар 2022.    |
| 6                | 6                  | И богати плачу               | 14. октобар 2022.   |
| 7                | 7                  | Баба (76) има новог дечка    | 21. октобар 2022.   |
| 8                | 8                  | Ово је тек почетак!          | 28. октобар 2022.   |